# Hansruedi Züst

Hansruedi Züst (1982)

Hansruedi Züst (* 11. November 1921 in Rheineck; † 22. November 2005 in Zürich; heimatberechtigt in Wolfhalden und Zürich) war ein Schweizer Elektrotechniker, Fernsehpionier und Direktor der Schweizerischen Radio- und Fernsehgesellschaft aus dem Kanton Appenzell Ausserrhoden.

## Leben
Hansruedi Züst war ein Sohn von Albert Züst, Lehrer, und Margareta Pfeiffer. Er studierte Schwachstromtechnik an der ETH Zürich. Im Jahr 1946 heiratete er Maud Wohlwend, eine Tochter des Bartholome Wohlwend, Elektriker. Von 1947 bis 1951 war er in der Abteilung für industrielle Forschung der ETH an der Entwicklung des Eidophor-Projektors beteiligt. Er bereitete von 1951 bis 1953 im Auftrag der Post-, Telefon- und Telegrafenbetriebe den Fernsehbetrieb vor. Als technischer Leiter des Schweizer Fernsehens von 1953 bis 1973 und als erster technischer Direktor der Schweizerischen Radio- und Fernsehgesellschaft von 1974 bis 1983 beteiligte er sich massgeblich am technischen Auf- und Ausbau des Fernsehens in der Schweiz. Er spielte eine entscheidende Rolle bei der Einführung des Farbfernsehens und der Dezentralisierung der Produktion der Tagesschau.